# Steve Chailloux
Pour les articles homonymes, voir Chailloux.
Steve Chailloux, né 4 novembre 1985 à Papeete (Polynésie française), est un homme politique français, député de la deuxième circonscription de la Polynésie française de 2022 à 2024.

## Biographie
Steve Chailloux est né à Papeete. Il grandit ensuite à Faʻaʻā et Papeari.
En 2009, il est diplômé en anthropologie à l'École des hautes études en sciences sociales (EHESS) à Paris.
Pendant dix ans, il enseigne la langue tahitienne à l'Université d'Hawaï et revient ensuite à Tahiti, où il poursuit l'enseignement de cette même langue aux étudiants locaux.
Au cours de la XVe législature, il est attaché parlementaire du député Moetai Brotherson (Tavini).
Lors des élections municipales de 2020 en Polynésie française, il est élu conseiller municipal dans la ville de Teva I Uta, où il siège avec l'opposition municipale de Tavini.
Lors des élections législatives de 2022 en Polynésie française, il est le candidat du Tavini dans la deuxième circonscription. À l'issue du 1re tour, il arrive derrière la candidate Tepuaraurii Teriitahi, de Tapura huiraatira avec 33,24% et 28,84% en sa faveur.
À l'issue du second tour dans la deuxième circonscription, il remporte l'élection avec 58,9% des suffrages exprimés.
Comme ses deux collègues polynésiens, Moetai Brotherson et Tematai Le Gayic, il intègre le groupe parlementaire de la Gauche démocrate et républicaine.
En juin 2024, à la suite de la dissolution de l'Assemblée nationale, il est candidat à sa réélection sous la bannière du Nouveau Front populaire. Lors du premier tour, il finit derrière la candidate A here ia Porinetia Nicole Sanquer (qui avoisine les 50%), totalisant 41,61% des voix.

## Prises de position

### Questions environnementales et écologie
En décembre 2022, Steve Chailloux et les autres députés du Tavini huiraatira à l'Assemblée Nationale Moetai Brotherson et Tematai Le Gayic rencontrent des représentants de la communauté amérindienne Kali’na originaire de Guyane, opposés à la construction de la centrale électrique Ouest Guyane. À cette occasion, Chailloux et ses confrères polynésiens affirment leur opposition à ce projet, mettant en avant le fait que celui-ci causerait une destruction d'une partie du territoire de vie des populations Kali'na.